# Эмлен, Дуглас
Дуглас Эмлен (Douglas J. Emlen; род. 29 апреля 1967) — американский биолог-эволюционист.
Доктор философии (1994), профессор University of Montana, где преподаёт с 1996 года.
Приходится внуком биологу John T. Emlen.
Окончил Корнеллский университет (бакалавр, 1989). В 1994 году в Принстонском университете на кафедре экологии и эволюционной биологии получил степень доктора философии. В 1994—1996 гг. постдок на кафедре зоологии Университета Дьюка. С 1996 года преподаёт в подразделении биологических наук University of Montana: ассистент-профессор до 2001 года, с 2002 по 2007 год ассоциированный профессор, с 2008 года полный профессор.
Автор публикаций в Science, PNAS и др. Автор книги Animal Weapons: The Evolution of Battle (Henry Holt & Co.). Соавтор Карла Циммера.
Выступает в СМИ, в частности на National Public Radio и в New York Times.

## Награды и отличия
- University of Montana[англ.] Faculty Merit Award (1999, 2001, 2006, 2010, 2012)
- Presidential Early Career Award (2002)
- E.O. Wilson Prize, American Society of Naturalists[англ.] (2013)
- L. Floyd Clarke Lecture, University of Wyoming Biodiversity Institute (2014)
- Distinguished Teaching Award, University of Montana[англ.] (2014)
- Phi Beta Kappa Award in Science[англ.] (2015)